# Radula corniculata
Radula corniculata là một loài rêu trong họ Radulaceae. Loài này được Dumort. mô tả khoa học đầu tiên năm 1831.
Danh pháp khoa học của loài này chưa được làm sáng tỏ. 